# Рогожин Анатолій Йосипович
Анато́лій Йо́сипович Рого́жин (27 жовтня 1923 — 27 грудня 2000) — радянський і український науковець-правник, доктор юридичних наук, професор кафедри історії держави і права Харківського юридичного інституту. Академік Національної академії правових наук України.

## Життєпис
Анатолій Рогожин народився 27 жовтня 1923 року у Тбілісі у сім'ї службовця. З грудня 1941 року служив у лавах Червоної армії, брав участь у Німецько-радянській війні. Воював на Південному, Сталінградському і 4-му Українському фронтах. Послідовно командував взводом, батареєю і дивізіоном. Був нагороджений двома орденами та сімома медалями. 1943 року став членом ВКП (б). 1944 року отримав тяжке поранення і був направлений у шпиталь, а 1945 (згідно з іншими джерелами 1944) року був демобілізований через інвалідність.
1945 року почав навчання у Харківському філіалі Всесоюзного заочного юридичного інституту, котрий закінчив 1947 і вступив до аспірантури. 1950 року закінчив аспірантуру у Харківському юридичному інституті та почав у ньому працювати деканом факультету. З 1952 до 1962 (згідно з іншими джерелами з 1953 до 1964) роки перебував на посаді заступника директора (проректора) з навчальної та наукової роботи, деякий час був виконувачем обов'язків ректора ХЮІ. 1964 року вступив на докторантуру. 1966 став завідувачем кафедри теорії держави і права, а 1969 (за іншими даними 1971) став завідувачем кафедри історії держави і права, з 1992 року професор цієї кафедри.
У 1992 році був обраний членом Президії та академіком-секретарем відділу теорії і історії держави і права Академії правових наук України.
Анатолій Йосипович Рогожин помер 27 грудня 2000 року у Харкові.

## Наукова діяльність
Анатолій Йосипович спеціалізувався на дослідженні проблем історії держави і права Київської Русі, періодів Повстання Хмельницького, СРСР, України XX століття і країн Давнього Сходу. 1958 року захистив кандидатську дисертацію з теми «Соціалістична законність в УРСР під час проведення Великої Жовтневої соціалістичної революції, громадянської війни й іноземної воєнної інтервенції», а 1967 року захистив дисертацію на отримання наукового ступеня доктора юридичних наук на тему «Держава і право УРСР під час іноземної воєнної інтервенції і громадянської війни». 1968 року Рогожину було надано професорське звання.
Займався підготовленням нових педагогів-правників, був науковим керівником 5 докторів і 13 кандидатів юридичних наук.
Написав понад 180 наукових праць, серед яких: «Історія держави і права Української РСР (1917—1960)» (1961, у співавторстві), «Нариси історії соціалістичної законності в Україні під час іноземної воєнної інтервенції і громадянської війни» (1963, у співавторстві), «Всеукраїнська надзвичайна комісія» (1990, у співавторстві), «Історія України. Всесвітня історія XX віку» (1991, у співавторстві), «Національна державність союзної республіки (історично-правовий аспект національно-державного будівництва в УРСР)» (1991, у співавторстві), «Історія держави і права України» (1993 і 1995, у співавторстві).
Був двічі нагороджений державною премією України (1976 та 2000).[джерело?]
З 1993 року був членом редакційної колегії журналу «Вісник Академії правових наук України».[джерело?]

## Нагороди
Анатолія Йосиповича було вшановано такими нагородами:
- Орден «За заслуги» III ступеня (8 травня 1999) — «за вагомі досягнення у професійній діяльності, високий професіоналізм»;[7]
- Орден Вітчизняної війни I ступеня (6 квітня 1985);
- Орден Червоної Зірки (19 вересня 1943);
- Державна премія УРСР у галузі науки і техніки (1981)[6];
- Державна премія України у галузі науки і техніки (2002)[6];
- Заслужений працівник вищої школи Української РСР (1981)[4][8];
- інші нагороди.